# Åldersgränser i Finland
Den här artikeln behandlar ett urval av åldersgränser i Finland.
| Ålder | vad som tillåts / upphör |
| ----- | --- |
| 7     | - Läroplikten börjar. - Se vissa filmer på biograf. |
| 12    | - För- eller efternamn kan inte ändras utan barnets skriftliga samtycke. - Kan anslutas till ett religionssamfund eller anmälas ha utträtt ur det endast med sitt eget skriftliga samtycke. - Se vissa filmer på biograf. - Får inte längre cykla på gångbana. |
| 14    | - Utföra lättare arbete (från början av kalenderåret när barnet fyller 14). |
| 15    | - Straffmyndig (de som är under 18 döms enligt särskilda regler, och bara vid synnerliga skäl döms de till fängelse). - Ta ett normalt arbete, ingå och avsluta sitt arbetsavtal själv och arbeta med vissa begränsningar. - Grunda en registrerad förening och rösta på föreningsmöten. - Ta körkort för moped, mopedbil, traktor och snöskoter. - Skjutsa ett högst tio år gammalt barn på cykel.                                                                                  |
| 16    | - Uppnådd sexuell myndighetsålder. - Rösta i kyrkoval, om personen hör till evangelisk-lutherska kyrkan i Finland. - Ta körkort för lätt motorcykel. - Övningsköra bil. - Se vissa filmer på biograf. |
| 17    | - Ta körkort för bil under vissa förutsättningar |
| 18    | - Myndighetsålder. - Rösta i president-, riksdags-, kommunal- och EU-val. - Ta körkort för bil, medeltung lastbil och medeltung motorcykel. - Gifta sig. - Se alla filmer på biograf. - Köpa och inneha drycker med en alkoholhalt på 1,2–22 %, och dricka all sorts alkohol på restauranger. - Köpa och inneha tobaksvaror. - Spela penningspel. - Läroplikten upphör. - Begränsningar för unga arbetstagare gäller inte längre. - Värnplikten börjar från det år då man fyller 18. |
| 20    | - Ta körkort för tung motorcykel (klass A), under villkor att behörigheten A2 har hafts i minst två år. - Köpa och inneha spritdrycker med högre alkoholhalt än 22 %. |
| 21    | - Ta körkort för medelstor buss (klass D1 och D1E) och tung lastbil (klass C och CE). |
| 24    | - Ta körkort för buss (klass D och DE) och för tung motorcykel (klass A), oavsett tidigare behörighet. |
| 25    | - Adoptera. - Vara handledare för privat övningskörning. |
| 30    | - Sterilisera sig på sjukhus. |
| 60    | - Värnplikten upphör. |

## Åldersgränser för bildprogram i Finland

Åldersgränser
Sallitu kaikenikäiselle (finska)
Tillåtet för alla åldrar (svenska)
7-årsgräns
12-årsgräns
16-årsgräns
18-årsgräns

Bildprogram innebär filmer, TV-program, digitala spel och andra innehåll som är avsett att med tekniska medel ses i form av rörliga bilder. Åldersgränssystemet består av åldersgränser och beskrivande symboler. Bildprogram måste förbjudas för barn som inte har fyllt en viss ålder om det innehåller våld, sex, missbruk av berusningsmedel eller material som kan orsaka ångest. Åldersgränser är S (finska) eller T (svenska), 7, 12, 16 och 18. Ett program med 7, 12 eller 16 års åldersgräns får emellertid visas offentligt för barn som är högst tre år yngre än programmets åldersgräns, om barnet är i sällskap med en myndig person. Digitala spel använder vanligtvis det europeiska klassifikationssystemet PEGI också i Finland.